# リンツ＝ラント郡

リンツ＝ラント郡
Bezirk Linz-Land

リンツ＝ラント郡（リンツ＝ラントぐん、独: Bezirk Linz-Land）は、オーストリアのオーバーエスターライヒ州にある郡（Bezirk; 行政管区とも訳される）。郡庁所在地はリンツ。
オーバーエスターライヒ州の地方区分ではトラウン地方（Traunviertel; トラウンフィアテル）に含まれる。北から反時計回りにペルク郡、憲章都市であるリンツ、ウーアファール＝ウムゲーブング郡、エフェルディング郡、ヴェルス＝ラント郡、キルヒドルフ・アン・デア・クレムス郡、シュタイアー＝ラント郡およびニーダーエスターライヒ州のアムシュテッテン郡と接する。
リンツ＝ラント郡には以下の22の市町村（Gemeinde; ゲマインデ）がある。そのうちアンスフェルデン、レオンディング、エンス、トラウンが市（Stadt）に、7つが町（Marktgemeinde; 市場町）に指定されている。
- アルハミング Allhaming
- アンスフェルデン Ansfelden （市）
- アシュテン Asten （町）
- エッゲンドルフ・イム・トラオンクライス Eggendorf im Traunkreis
- エンス Enns （市）
- ハルゲルスベルク Hargelsberg
- ホーフキルヒェン・イム・トラオンクライス Hofkirchen im Traunkreis
- ヘーアシング Hörsching （町）
- ケマテン・アン・デア・クレムス Kematen an der Krems
- キルヒベルク＝テーニング Kirchberg-Thening
- クロンシュトルフ Kronstorf （町）
- レオンディング Leonding （市）
- ノイホーフェン・アン・デア・クレムス Neuhofen an der Krems （町）
- ニーダーノイキルヒェン Niederneukirchen
- オフテリング Oftering
- パッシング Pasching
- ピバーバハ Piberbach
- プッキング Pucking （町）
- ザンクト・フローリアン Sankt Florian （町）
- ザンクト・マリーエン Sankt Marien
- トラウン Traun （市）
- ヴィルヘリング Wilhering （町）